# Landgericht Hilders
Das Landgericht Hilders war ein königlich bayerisches Amt in Hilders, einer Gemeinde im heutigen Landkreis Fulda (Hessen), das erstmals 1804 geschaffen wurde und mit Unterbrechungen bis 1866 bestand.

## Geschichte
Hilders war Hauptort eines Amtes, das mit der Veste Auersberg des Hochstiftes Würzburg verbunden war. Mit der Säkularisation 1802 richtete das Kurfürstentum bzw. Königreich Bayern bereits erstmals das Landgericht Hilders ein. 1806 bis 1813 gehörte das Landgericht Hilders zum Großherzogtum Würzburg und kam dann wieder an das Königreich Bayern. 1814 wurde im Verlauf der Verwaltungsneugliederung Bayerns das Landgericht Hilders errichtet. Dieses kam im Jahr 1817 zum neu gegründeten Untermainkreis, dem Vorläufer des späteren Regierungsbezirks Unterfranken.
Die Landgerichte waren im Königreich Bayern Gerichts- und Verwaltungsbehörden, die 1862 in administrativer Hinsicht von den Bezirksämtern und 1879 in juristischer Hinsicht von den Amtsgerichten abgelöst wurden. 
Die letzten Reste der Adelsherrschaft wurden 1848 aufgehoben, als die Patrimonialgerichte Wüstensachsen und Schackau sowie das Herrschaftsgericht Tann (bereits ab 1834 Herrschaftskommissariat des Landgerichts Hilders) dem Landgericht zugeschlagen wurden.
Über den Landgerichtsbezirk Hilders heißt es 1862:
Die Bevölkerung ist über den Bezirk ziemlich gleichmäßig verteilt. Nebst der Stadt Tann, welche etwa 213 Wohnhäuser hat, gibt es im Bezirke nur drei Ortschaften, welche über hundert Wohnhäuser haben. Die übrigen Gemeinden bestehen meistens aus kleinen Dörfern von 20-60 Häusern und Höfen, von denen die meisten unter 10 Häusern stark sind.

## Auflösung
Zum 1. Juli 1862 wurden die Bezirksämter in Bayern errichtet und die Trennung von Rechtspflege und Verwaltung vollzogen. Die Rechtspflegeeinrichtungen behielten die Bezeichnung Landgericht und die Verwaltungsbehörden erhielten die Bezeichnung Bezirksamt. Somit war das Landgericht nur noch für juristische Aufgaben zuständig, während Verwaltungsaufgaben an das Bezirksamt Gersfeld abgegeben wurden.
Sämtliche Gemeinden des Gerichtsbezirks gehörten ab 1866 nach dem Sieg Preußens im Deutschen Krieg nicht mehr zum Königreich Bayern. Im Friedensvertrag zwischen dem König von Preußen und dem König von Bayern, der am 22. August 1866 in Berlin abgeschlossen wurde, trat Bayern die Bezirke Gersfeld und Orb an Preußen ab. Aus dem Königlich Bayrischen Landgericht wurde das Königlich Preußische Amtsgericht Hilders.